# Maskaron

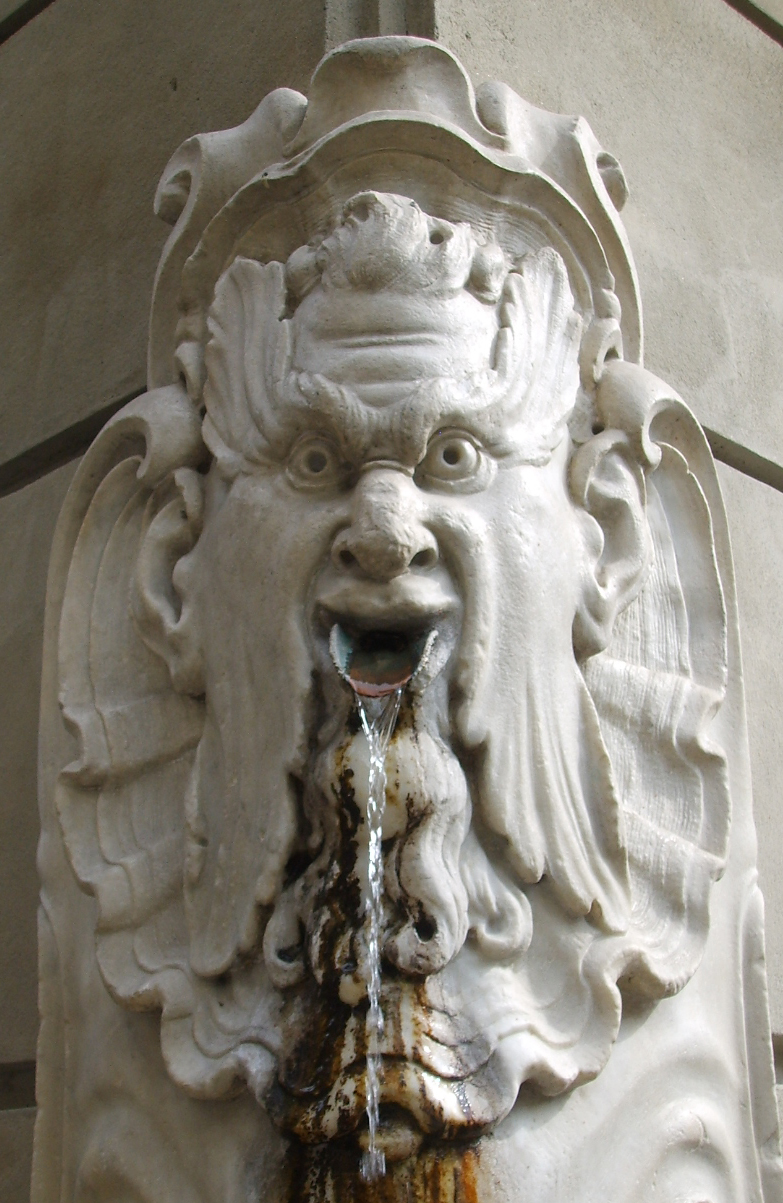
Maskaron i Loggia del Grano Fountain i Florens.

Maskaron är ett reliefornament i form av ett stiliserat grinande ansikte som flyter samman med en omgivande ornamentering.

## Allmänt
Maskaron kommer av italienskans mascherone, som betyder stor ansiktsmask. Det är ett stiliserat ansikte, vanligen ett skäggigt mansansikte med förvridna drag, omgivet av mer eller mindre upplösta ornamentformer. En av anledningarna till att man satte maskaroner var att man ville skrämma bort onda andar från byggnaden. Maskaron uppkom under antiken. I de klassicerande konststilarna användes maskaroner som dekorativt motiv. Utsmyckning med maskaroner förekom visserligen under antiken, men de blev först vanliga under renässansens senare del, bland annat på speglar och möbler.
I nyklassicistiskt konsthantverk är maskaronen ett vanligt dekorativt motiv. I sengustavianska möbler var även skurna gripar vanliga. På möbler kunde det ofta finnas dragringar i munnen på förgyllda lejonmaskaroner. Stolmakarna på 1700- och 1800-talen använde ofta lejonmaskaroner som utsmyckning vid armstöden. Empirens möbelbeslag kunde ofta vara praktfullt smyckade med fantasifulla beslag av förgylld brons eller mässing i form av lejonmaskaroner med dragringar i munnen.
På sengustavianska ljuskronor och lystrar är kronringen ofta smyckad med maskaroner, gjutna rosetter och andra sengustavianska ornament, av brännförgylld brons. I den sengustavianska stilen använde man antika dekorelement såsom  festonger, lagerkransar, ymnighetshorn och  löpande hund-bårder. Under empiren blev det vanligt med dekorativa medusahuvuden som dekorativt motiv, ibland utförda i pressat silver.
Medusahuvudet är ett dekorativt motiv, som togs upp av nyklassicism efter förebild från Pompeji och Herculaneum. Förebilden till medusahuvudet är den hemska Medusa, ett skräckväsen ur den grekiska mytologin. Medusa eller Gorgo visar ett kvinnoansikte med grova drag eller av drag präglade av smärta. Denna varelse porträtterades på 1800-talet med bevingat huvud och med ormar som ringlar likt långa hårlockar. Pressade och gjutna dekorer i form av lejonmaskaroner och med gjutna rovdjursfötter var vanliga på silverföremål under empiretiden. Silverpjäserna smyckades också med mytologiska väsen såsom medusor, sfinxer och gripar. Favoritdekorer under empiren var maskaroner, lyran och palmetter. Förutom lejonmaskaroner förekom också dekorativa djur såsom delfiner, svanar, ekorrar och vakthundar.

### Exempel

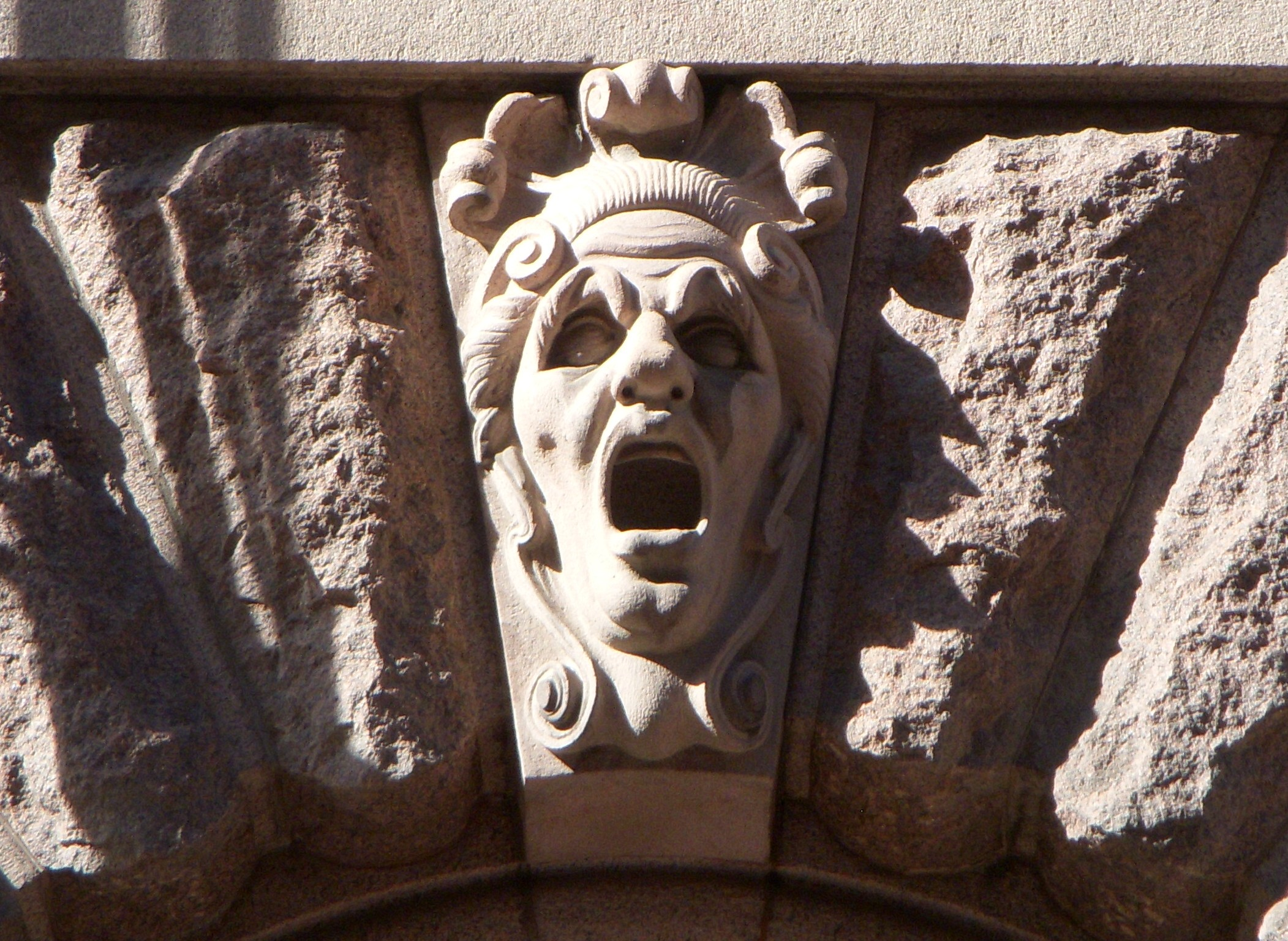
Maskeron på Riksdagshuset i Stockholm
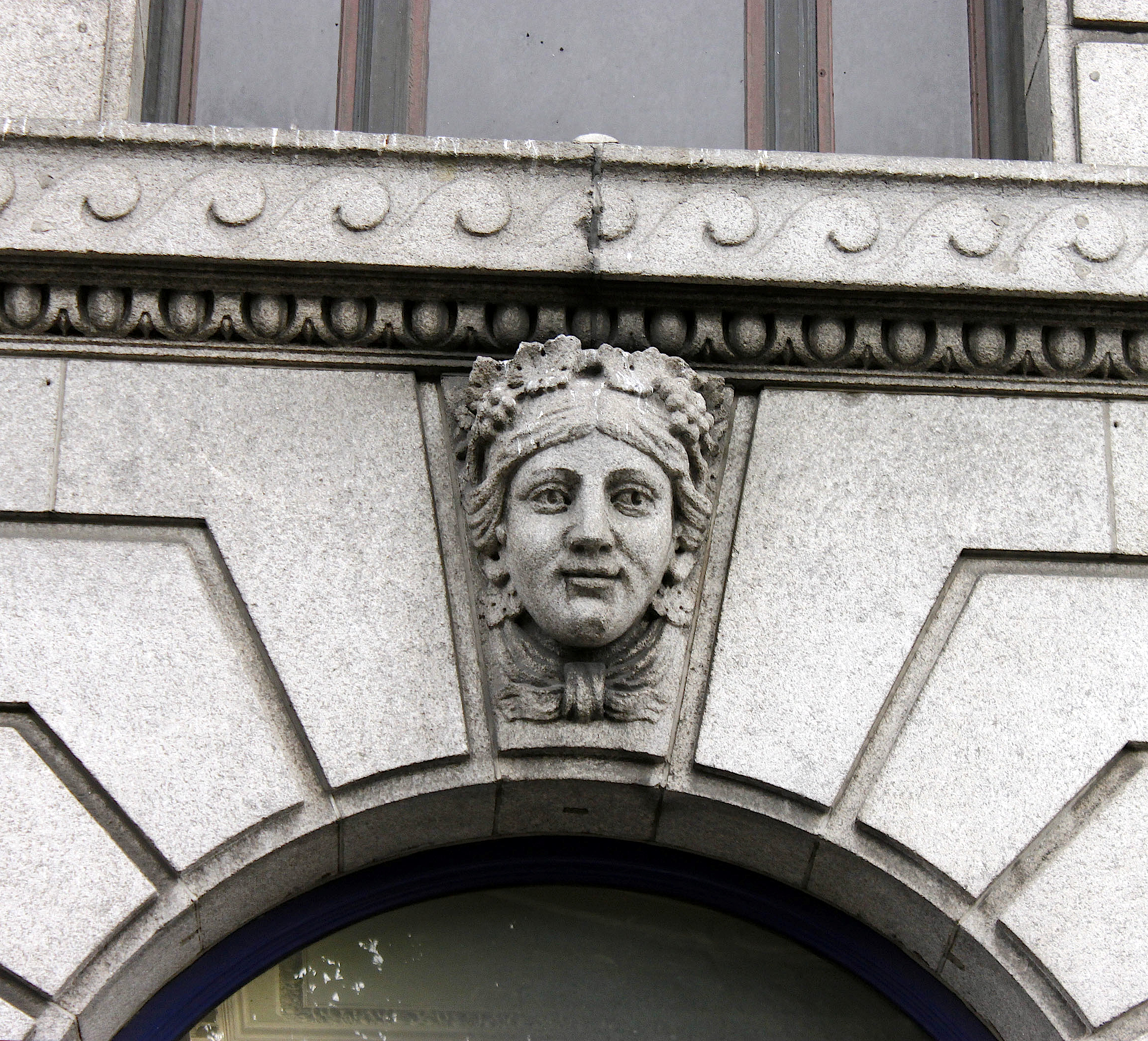
En kvinnlig maskaron.
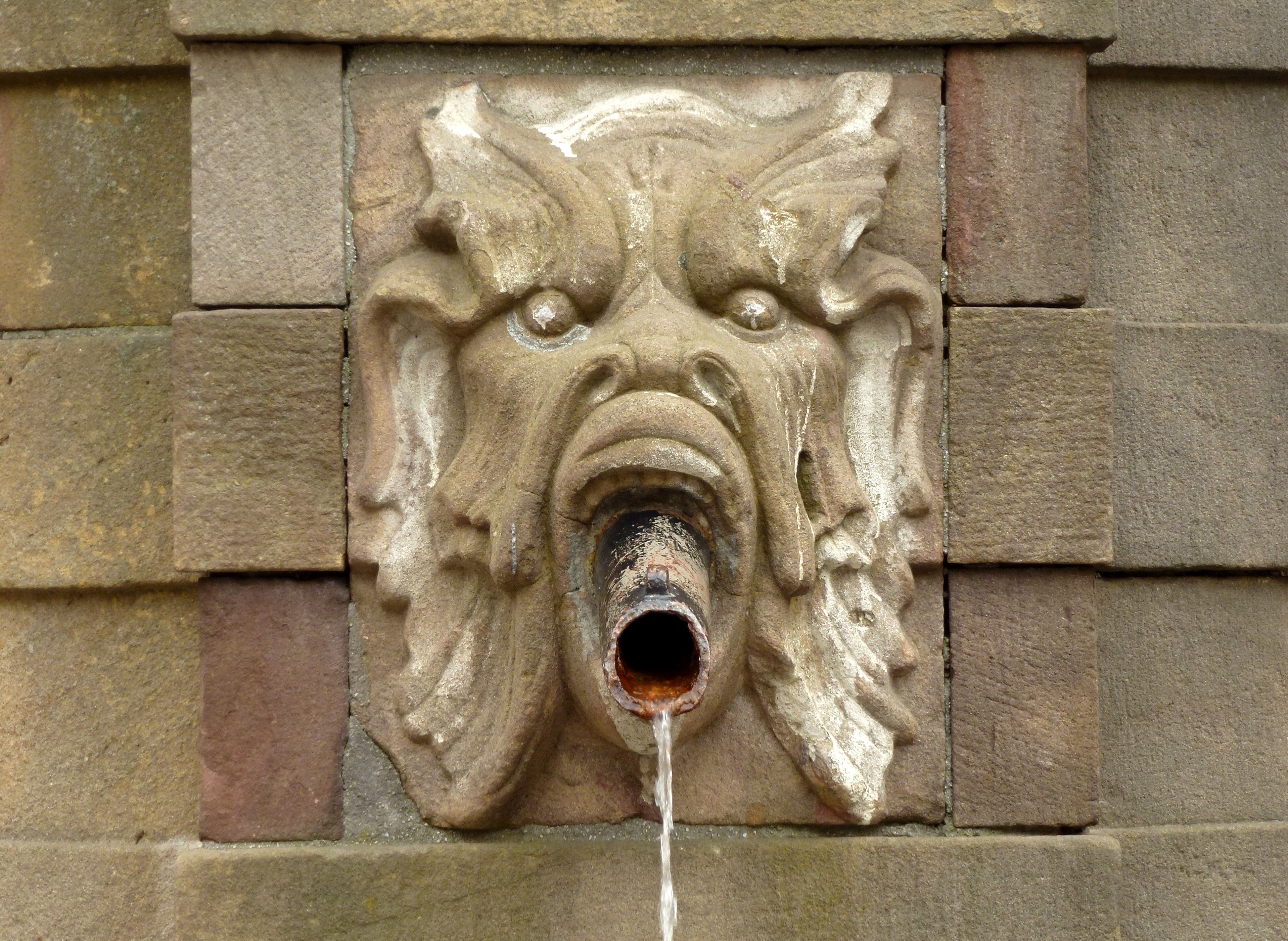
Lejonmaskaron vid Stortorgsbrunnen i Gamla stan i Stockholm.
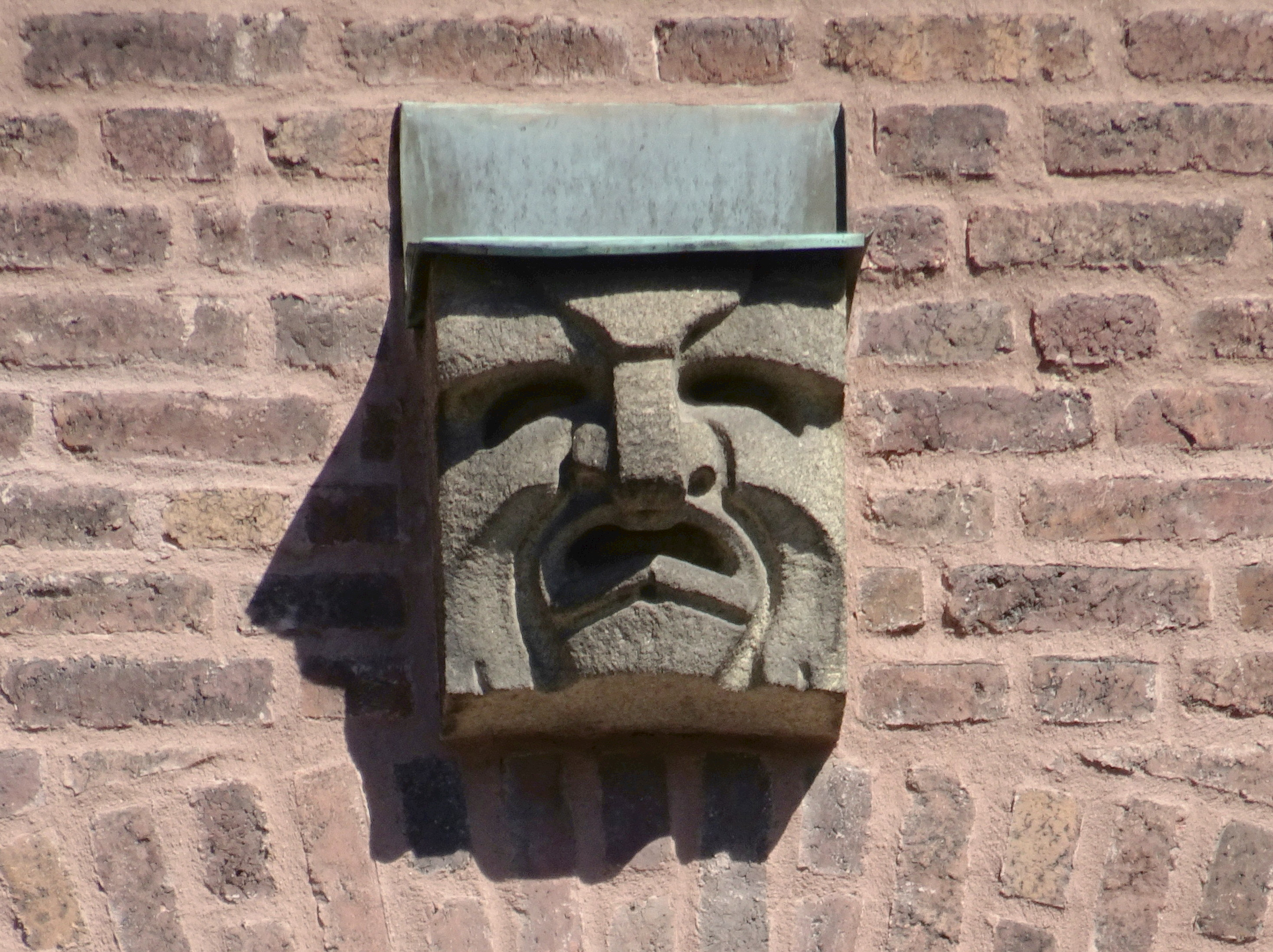
En av fyra maskaroner på fastigheten Sånglärkan 2 i Stockholm.

### Fotnoter
1. ↑  Andersson, Henrik O. (1977). Stockholms byggnader : en bok om arkitektur och stadsbild i Stockholm (3. rev. uppl). Prisma. sid. 360. ISBN 91-518-1125-1. OCLC 63570852. https://www.worldcat.org/oclc/63570852. Läst 13 januari 2023
2. ↑  Cornell Jan, Grenholm Gunvor, red (1966). Den svenska historien. 1, Forntid, vikingatid och tidig medeltid till 1319. Stockholm: Bonniers. sid. 329. Libris 8075043 Ordet går tillbaka på italienskans mascherone vilket betyder större mask.
3. ↑  ”Maskaron”. www.ne.se. https://www.ne.se/uppslagsverk/encyklopedi/l%C3%A5ng/maskaron. Läst 7 februari 2017.